# Från nu till evighet
Från nu till evighet är ett studioalbum utgivet 2006 av den svenska popsångerskan Carola Häggkvist, med bland annat sången "Evighet/Invincible" som var Sveriges bidrag till Eurovision Song Contest 2006. På albumlistorna placerade sig albumet som bäst på 1:a plats i Sverige, på 22:a plats i Finland och på 23:e plats i Norge.
Låten "Jag ger allt" blev Carolas tredje singel från hennes album. Hon framförde låten bland annat i Matchen som sändes i TV 4.

## Omslag
Skivans omslag har en liknande bildkomposition som Carolas debutalbum Främling, utgivet 1983.

## Låtlista
1. "Jag ger allt"
2. "Ingenting du säger"
3. "Evighet"
4. "Stanna eller gå"
5. "Vem kan älska mig"
6. "För alltid"
7. "Fast det är mörkt nu"
8. "Tro på kärleken"
9. "Jag lever livet"
10. "Nära dig"
11. "Genom allt" - radioversion
12. "Invincible"

## Listplaceringar
| Lista (2006) | Topplacering |
| ------------ | ------------ |
| Finland      | 22           |
| Norge        | 25           |
| Sverige      | 1            |